# PTT Metro

Logotipo do IX.br

IX.br é o projeto do CGI.br Comitê Gestor da Internet no Brasil que promove e cria a infra-estrutura necessária (Ponto de Troca de Tráfego - PTT) para a interconexão direta entre as redes ("Autonomous Systems" - ASs) que compõem a Internet Brasileira.
A atuação do IX.br volta-se às regiões metropolitanas no País que apresentam grande interesse de troca de tráfego Internet.
Uma das principais vantagens deste modelo, é a racionalização dos custos, uma vez que os balanços de tráfego são resolvidos direta e localmente e não através de redes de terceiros, muitas vezes fisicamente distantes.
Outra grande vantagem é o maior controle que uma rede pode ter com relação a entrega de seu tráfego o mais próximo possível do seu destino, o que em geral resulta em melhor desempenho e qualidade para seus clientes e operação mais eficiente da Internet como um todo.
Um IX é, assim, uma interligação em área metropolitana de pontos de interconexão de redes (PIXes), comerciais e acadêmicos, sob uma gerência centralizada.
Já se identificaram as seguintes regiões metropolitanas, com características para abrigarem IXs:

## Cidades
Atualmente, o IX.br possui PTTs em 33 localidades.
| - Aracaju - Belém - Belo Horizonte - Brasília - Cascavel - Campina Grande - Campinas - Campo Grande - Caxias do Sul - Cuiabá - Curitiba | - Florianópolis - Fortaleza - Foz do Iguaçu - Goiânia - João Pessoa - Lajeado - Londrina - Maceió - Manaus - Maringá - Natal | - Porto Alegre - Recife - Rio de Janeiro - Salvador - Santa Maria - São José dos Campos - São José do Rio Preto - São Luis - São Paulo - Teresina - Vitória |

## Outrospontos de troca de tráfegono Brasil
- «Ponto Federal de Interconexão de Redes (FIX)»
- «Rede Rio»
- «Ansp (Academic Network at São Paulo)»